# 正輿子
正輿子（？—前567年），字子馬，中國春秋時期萊國政治人物。
前571年春，齊國出兵攻萊，正輿子賄賂齊國大臣夙沙衞，以使齊國退兵。前568年，晏弱出兵攻萊，於3月15日包圍萊都，次年2月19日，正輿子率萊軍分三支還擊，兵敗而回，3月3日，齊軍占領萊都，正輿子逃奔莒國，惟被懼齊的莒國人所殺。